# Paulo Leminski
Paulo Leminski (Curitiba, 24 août 1944 – Curitiba, 7 juin 1989) est un poète et écrivain brésilien. Avec une poésie remarquable car Leminski a inventé sa propre façon d'écrire, avec des jeux de mots, des jeux avec des dictons populaires et l'influence du haïku, en plus d'abuser de l'argot et des jurons, le tout d'une manière très stimulante.

## Biographie
D'origine polonaise par son père, Paulo Leminski, et afro-brésilienne par sa mère, Áurea Pereira Mendes, Paulo Leminski Filho, à l'âge de 12 ans, s'est rendu au monastère de São Bento à São Paulo, où il est resté pendant toute l'année. 
Il a participé au Premier congrès brésilien de poésie d'avant-garde à Belo Horizonte, où il a fait la connaissance de Haroldo de Campos (pt), qui plus tard sera un ami et partenaire pour plusieurs de ses œuvres. À l'âge de 17 ans, il s'est marié avec la graphiste et artiste plastique Neiva Maria de Sousa. Ils ont rompu en 1968.
En 1964 il a débuté avec cinq poèmes dans le magazine Invenção (Invention), organisé par Décio Pignatari, le porte-parole de la poésie concrète à São Paulo. En 1965, il a commencé à donner des cours d'histoire. Il était aussi professeur de judo. En 1966 il a remporté la première place au Deuxième concours populaire de poésie moderne. 
En 1968, il s'est marié avec la poète Alice Ruiz, avec qui il a vécu pendant vingt ans. Quelque temps après qu'ils étaient engagés, Leminski et Alice sont allés pour vivre avec la première femme de Leminski et son copain, dans une sorte de communauté hippie. Ils sont restés là-bas pendant plus d'un an, et en sont partis à la naissance de leur premier enfant, Miguel Ângelo, qui est mort d'un lymphome à l'âge de dix ans. Ils ont eu aussi deux autres enfants, Áurea et Estrela. 
Parmi ses activités, Leminski a aussi écrit paroles et musiques de chansons, notamment Verdura (1981), chantée par Caetano Veloso dans l'album Outras Palavras. Il a également collaboré avec la chanteuse séfarade Fortuna.
Leminski est considéré comme un poète d'avant-garde, pour avoir fait partie de la contre-culture et pour avoir publié dans des magazines alternatifs, on peut le voir proche de la génération des poètes marginaux, bien qu'il n'ait jamais été proche de poètes tels que Francisco Alvim (pt), Ana Cristina Cesar ou Cacaso (pt). Plusieurs fois, il a révélé son admiration pour Torquato Neto, un poète tropicaliste qui a anticipé l'esthétique des années 1970.

## Œuvres
Modèle:TODA POESIA, édition Companhia Das Letras de Paulo leminski